# Albert Parker
Albert Parker (11 de maio de 1885 – 10 de agosto de 1974) foi um diretor, produtor, roteirista e ator norte-americano.
Natural de Nova Iorque, Estados Unidos, Parker dirigiu 36 filmes entre 1917 e 1938. Na década de 1930, Parker deixou Hollywood e foi morar na Inglaterra, onde ele continuou a dirigir filmes e também abril um escritória de agência dos atores. Um de seus clientes na década de 1960, foi uma jovem atriz chamada Helen Mirren.
Foi casado com a atriz Margaret Johnston (en).
Faleceu em Londres, Inglaterra, em 1974.

## Filmografia selecionada
- American Aristocracy (1916) (como ator)
- Her Excellency, the Governor (1917)
- Shifting Sands (1918)
- The Secret Code (1918)
- Arizona (1918)
- The Knickerbocker Buckaroo (1919)
- Eyes of Youth (1919)
- The Branded Woman (1920)
- Sherlock Holmes (1922)
- Second Youth (1924)
- The Rejected Woman (1924)
- The Black Pirate (1926)
- The Love of Sunya (1927)
- The Right to Live (1932)
- After Dark (1932)
- Rolling in Money (1934)
- The Third Clue (1934)
- The Riverside Murder (1935)
- The White Lilac (1935)
- Late Extra (1935)
- Blind Man's Bluff (1936)
- Troubled Waters (1936)
- There Was a Young Man (1937)
- The Five Pound Man (1937)
- Strange Experiment (1937)
- Second Thoughts (1938)
- Murder in the Family (1938)